# Екологічна відповідальність
Екологічна відповідальність або відповідальність за порушення законодавства про охорону навколишнього природного середовища — компенсаційна матеріально-фінансова відповідальність за завдану екологічну шкоду; обов'язок суб'єкта економічної діяльності відшкодувати завдану екологічну шкоду; важлива при приватизації та придбанні підприємств у приватну власність, попередній власник якої міг своїми діями викликати екологічні порушення; в разі їх неврахування новому власнику можливо доведеться відповідати за екологічний збиток, нанесений попереднім власником. 

## Юридична природа
Відрізняється від адміністративної або моральної відповідальності (responsibility). Екологічна відповідальність є різновидом цивільної відповідальності (civil liability) і застосовується як інструмент для стримування та запобігання екологічного збитку. Основне завдання полягає у стягненні вартості ліквідації екологічного збитку з боку відповідального за його нанесення. Застосування принципу громадянської відповідальності передбачає досягнення 4 результатів: гарантує компенсацію постраждалій стороні економічного збитку; зберігає довкілля шляхом відшкодування збитку відповідальною стороною; стимулює підприємства застосувати превентивні і передбачливі заходи, такі як аналіз ризику, екоаудит, системи природоохоронного управління, з тим, щоб уникнути, в іншому випадку, надмірних витрат; відповідає принципу «забруднювач платить». 

## Види
Застосовуються два види компенсаційної відповідальності. 
Перший — за невияв необхідної обережності (розумної поведінки) — fault liability — (для охорони прав особистості, права приватної власності або права на здоров'я — при цьому матеріально-фінансову відповідальність несе сторона, яка не змогла прийняти «розумні» в даних обставинах запобіжні заходи в відношенні навколишнього середовища, сторона — позивач має довести, що відповідач вчинив недозволену дію, що призвело до ековтрат). 
Другий — безумовна відповідальність (strict liability), при якій тягар доказів переходить до відповідача, який повинен довести свою невинність, і відповідно до якої будь-яка сторона, яка займається діяльністю, що за визначенням несе ризик нанесення збитку (наприклад, якщо вона входить до списків небезпечних видів діяльності), несе матеріально-фінансову відповідальність за всі каліцтва або збиток, викликані даним підприємством, навіть якщо вони не з'явилися наслідком очевидної непередбачливість. 
Екологічна відповідальність може бути цивільною (визначена Законом України «Про охорону навколишнього природного середовища»), адміністративною (визначена Главою 7 Кодексу України про адміністративні правопорушення) та кримінальною (визначена Кримінальним кодексом України). 

## Застосування
Відповідальність за шкоду в результаті непередбачливої поведінки набула більшого поширення в законодавстві європейських країн, у той час як безумовна відповідальність стала вводитися в середині 1990-х рр. з метою обмеження небезпечних видів діяльності, але не втрачаючи принесених ними соціальних вигод. У Європі діють Пропозиція Європейської комісії з цивільної відповідальності за екологічний збиток (the European Commission's Proposal on Civil Liability) та Міжнародний договір Європейського Союзу про збиток в результаті небезпечної для навколишнього середовища діяльності (the Council of Europe International Treaty for damage resulting from activities dangerous to the environment) — Луганська конвенція від 21 червня 1993 р. Природно, що застосування тільки громадянської компенсаційної відповідальності недостатньо для забезпечення повної безпеки навколишнього середовища від антропогенного впливу, особливо в умовах більш серйозного або повторного забруднення, коли накладення штрафу є лише частиною покарання. При такому підході не повністю використовується принцип платності за забруднення.